# Judba
Judba (en pachto : جدبا) est une ville pakistanaise, et capitale du district de Torghar, dans la province de Khyber Pakhtunkhwa. Elle compte 4 702 habitants selon le recensement de 2017, ce qui est fait la plus grande du district.
Judba devient en mai 2011 la capitale du district de Torghar, lui-même nouvellement créé le 28 janvier 2011 afin de mieux desservir la population locale en services publics alors qu'elle était assez isolée quand elle était intégrée au district de Mansehra. La nouvelle capitale est choisie par les autorités provinciales alors que les différentes tribus du district cherchaient à faire valoir leur préférence,.